# Người Mỹ gốc Ý

Tổ tiên đa số ở mỗi bang, dao động từ 11,8% (FL) tới 43,9% (ND).
Đức
bản địa
México
Ireland
Phi
Ý
Anh
Nhật
Puerto Rico

Người Mỹ gốc Ý (tiếng Anh: Italian Americans, tiếng Ý: Italoamericani) là công dân Hoa Kỳ có gốc gác Ý một phần hoặc hoàn toàn. Đây là nhóm dân tộc có dân số lớn thứ bảy ở Mỹ, chỉ đứng sau người Mỹ gốc Đức, Ireland, châu Phi, Anh, Tây Ban Nha và Latinh.

## Tổng quát
Từ 1820 đến 2004, khoảng 5,5 triệu người Ý đã di cư sang Hoa Kỳ.
Số lượng người nhập cư tăng đột biến nhất xảy ra trong khoảng từ 1880 đến 1920, với tổng số hơn 4 triệu người Ý đến Hoa Kỳ. 80% người nhập cư Ý đến từ miền Nam nước Ý, đặc biệt là từ Sicilia, Campania, Abruzzo và Calabria, những vùng nông nghiệp Ý này.
Chính phủ Ý thống nhất ban đầu khuyến khích nông dân không có đất để giảm bớt áp lực cho miền Nam. Ở Hoa Kỳ, hầu hết người Ý bắt đầu các kỹ năng sống mới của họ. Những người lao động chân tay tập trung ở các thành phố phía đông, và nghề nghiệp chủ yếu là các trại khai thác và nông nghiệp.
Từ năm 1890 đến 1910, người Ý dần dần bắt đầu leo từ trình độ kinh tế cấp thấp lên mức trung bình quốc gia, vào năm 1970 với mức sống quốc gia, đến năm 1990, hơn 65% người Mỹ gốc Ý chủ yếu tham gia quản lý hoặc cổ cồn trắng. Cộng đồng người Mỹ gốc Ý thường được coi là có mối quan hệ và gia đình mạnh mẽ, và họ tin vào Công giáo, tình huynh đệ và các đảng chính trị chung.
Ngày nay, hơn 17,8 triệu người Mỹ cho rằng người Ý là tổ tiên của họ.

## Dân số
- New York: 2.737.146
- New Jersey, 1.503,637
- California, 1.450.884
- Pennsylvania, 1.418.465
- Florida, 1.003.977
- Massachusetts, 860.079
- Illinois, 744.274
- Ohio, 675.749
- Connecticut, 634.634
- Michigan, 450.952
- Texas, 363.354
- Maryland, 267.573
- Virginia 256.129
- Arizona, 224.795
- Colorado, 201.787
- Rhode Island, 199.077
- Louisiana, 195.561
- Washington, 191.442
- Missouri 176.209
- Wisconsin, 172.578
- Georgia, 163.218
- Nevada, 132.515
- Indiana, 141.486
- Oregon, 111.462
- Minnesota, 111.270
- New Hampshire, 105.610

## Nhân vật nổi tiếng

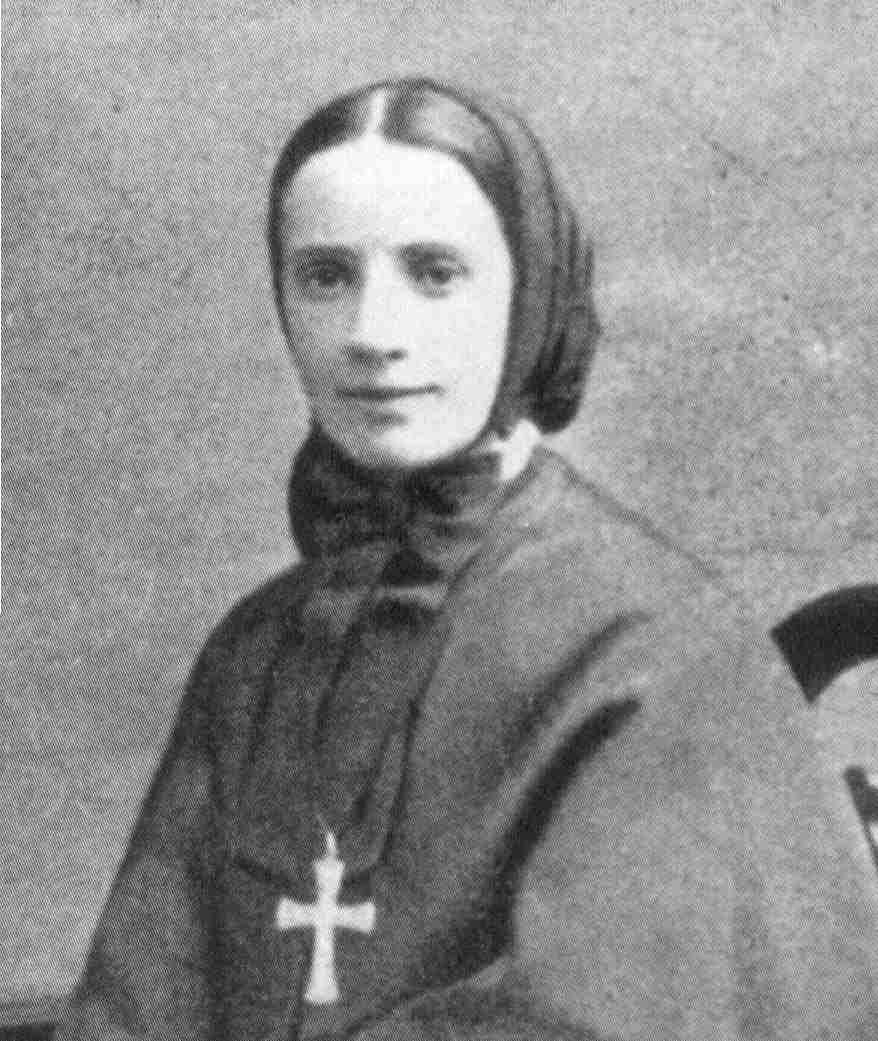
Frances Xavier Cabrini, nữ tu.
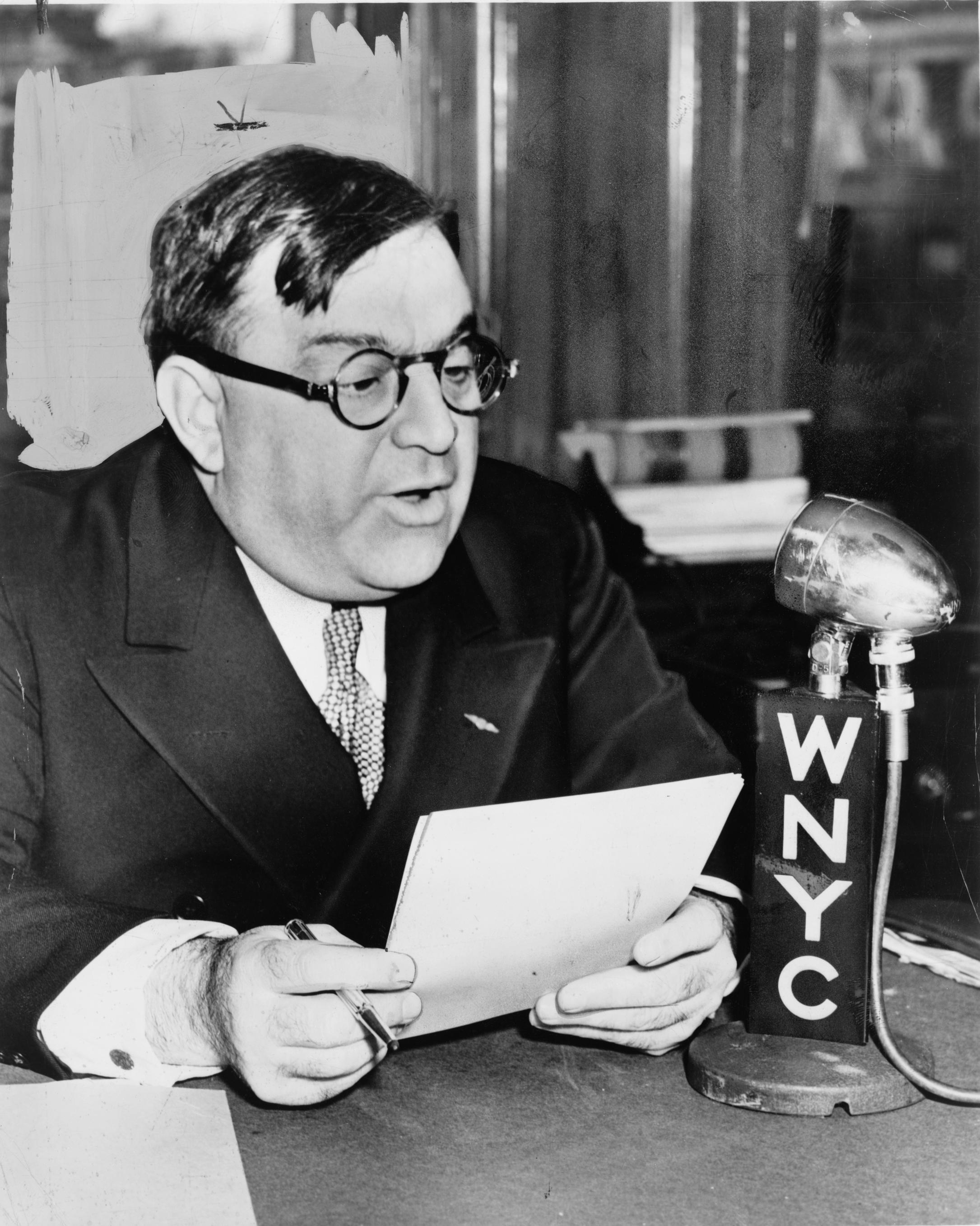
Fiorello H. La Guardia, cựu thị trưởng thành phố New York.
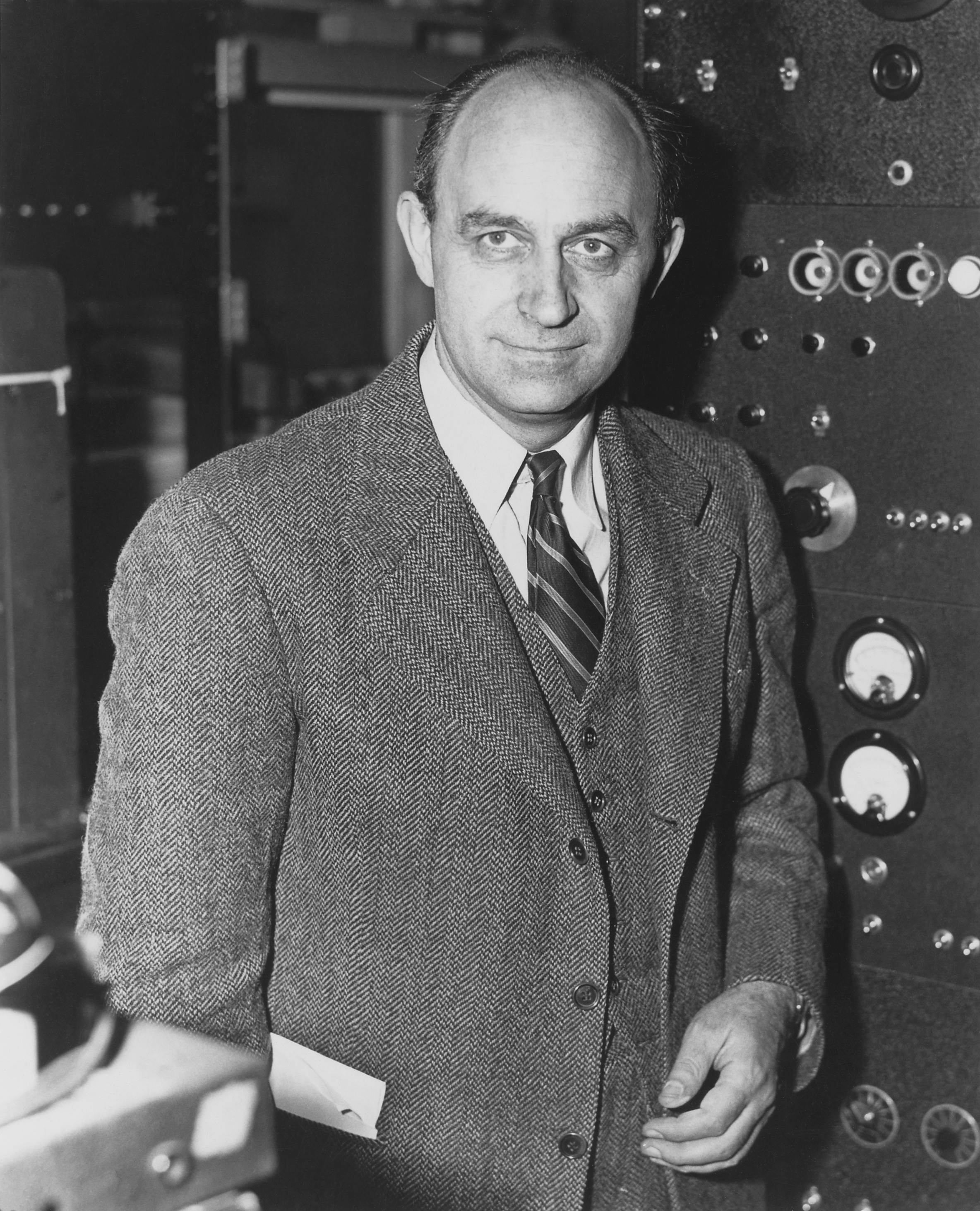
Enrico Fermi, nhà vật lý học.
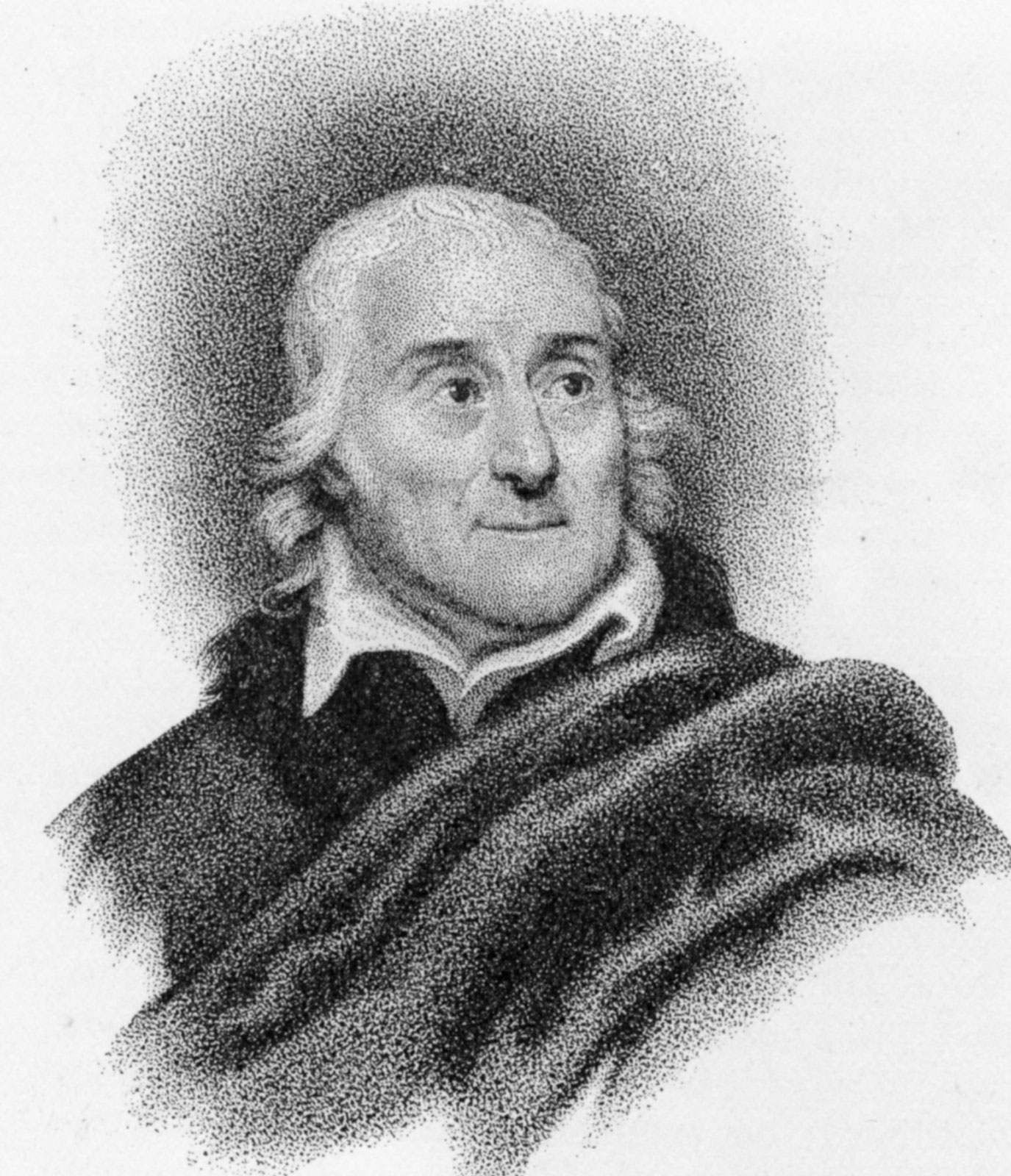
Lorenzo da Ponte, nhà thơ.
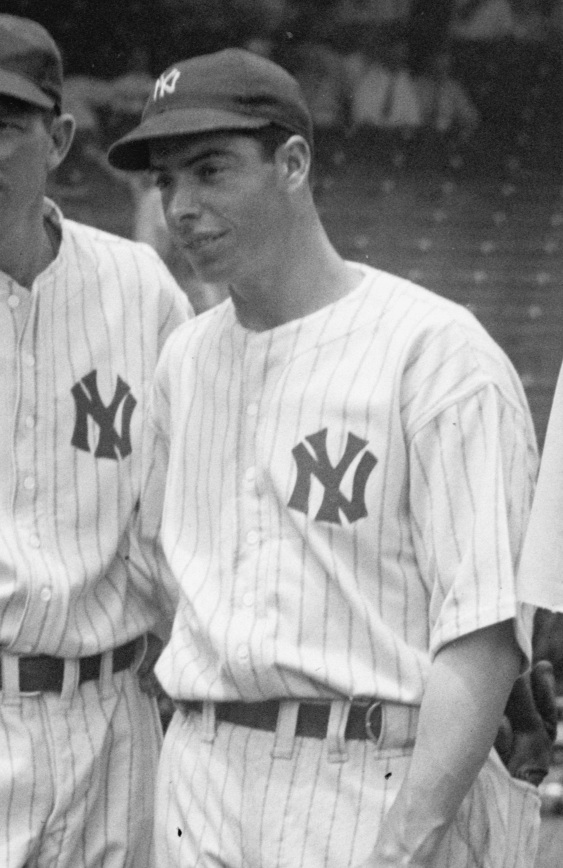
Joe DiMaggio, cầu thủ bóng chày.
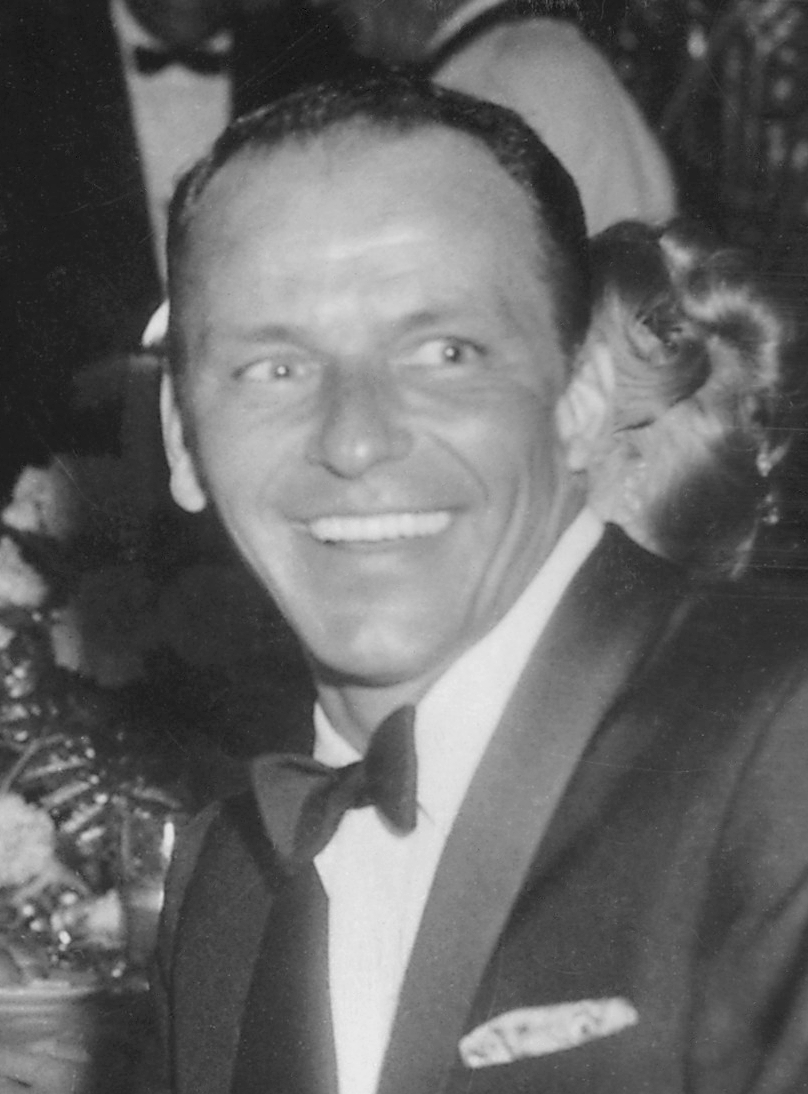
Frank Sinatra, ca sĩ, diễn viên và nhà sản xuất
Lucky Luciano, ông trùm mafiaLucky Luciano, ông trùm mafia
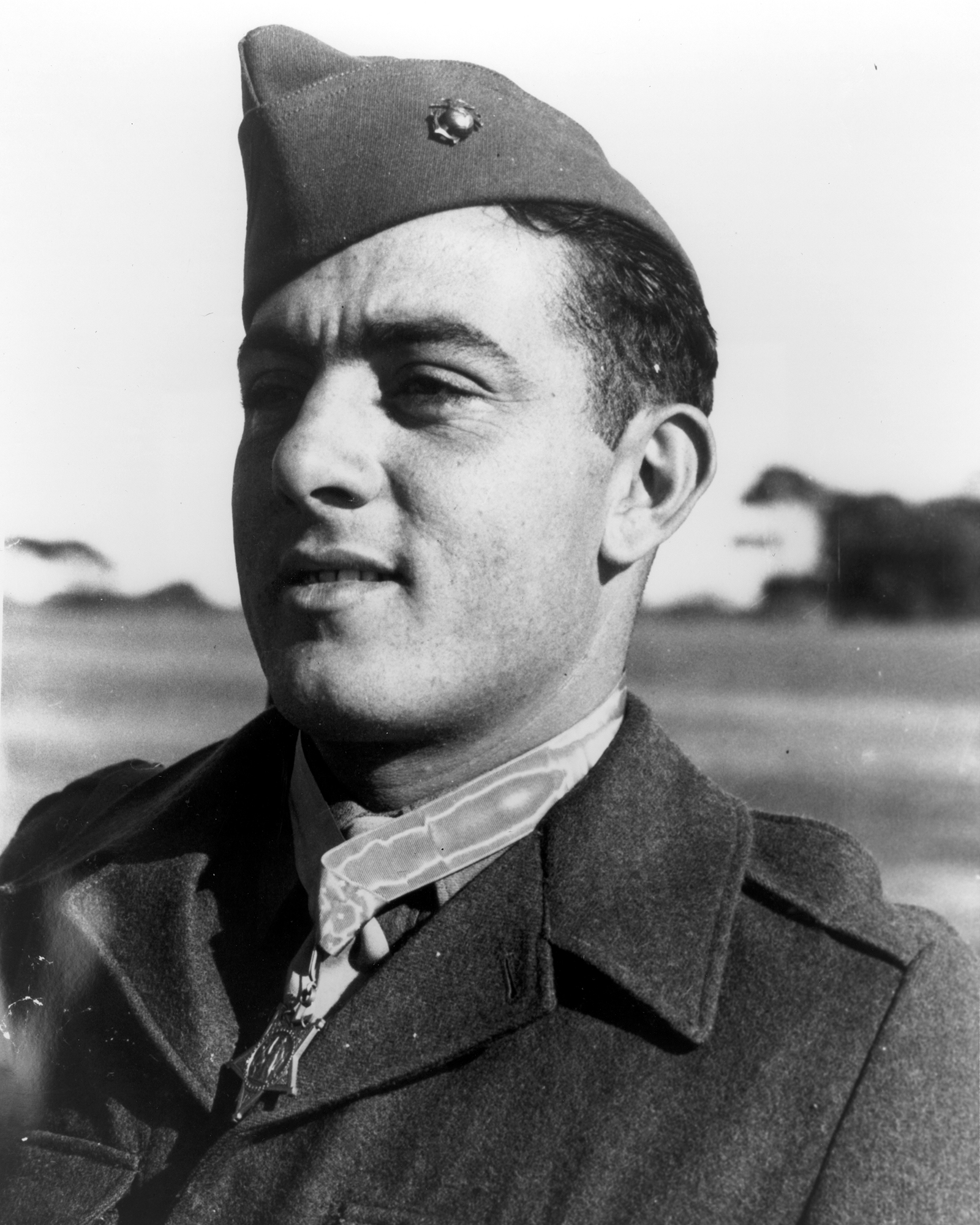
John Basilone, lính Mỹ.
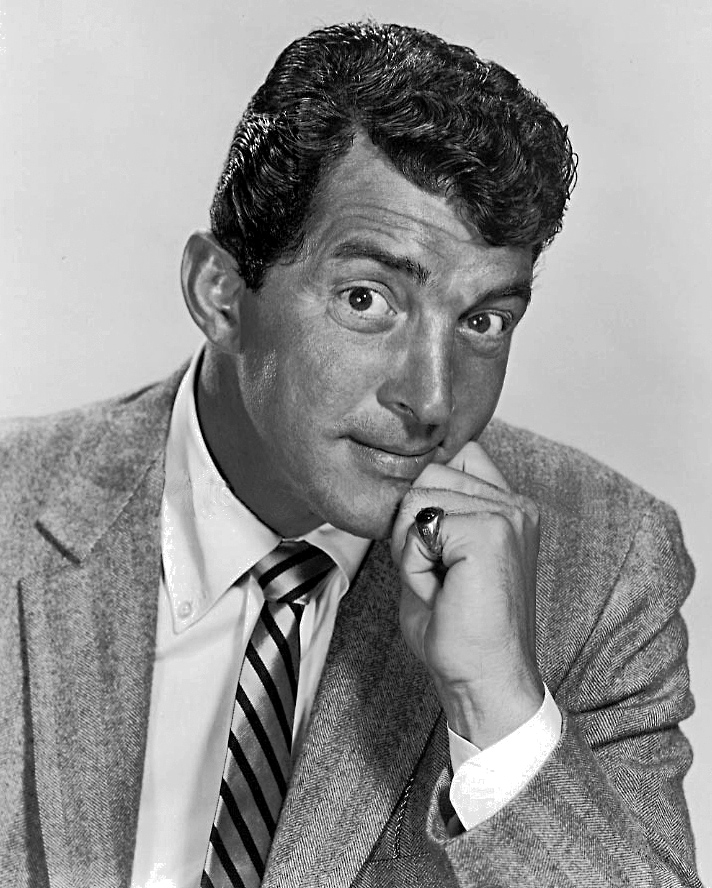
Dean Martin, ca sĩ, diễn viên, diễn viên hài, và nhà sản xuất phim.
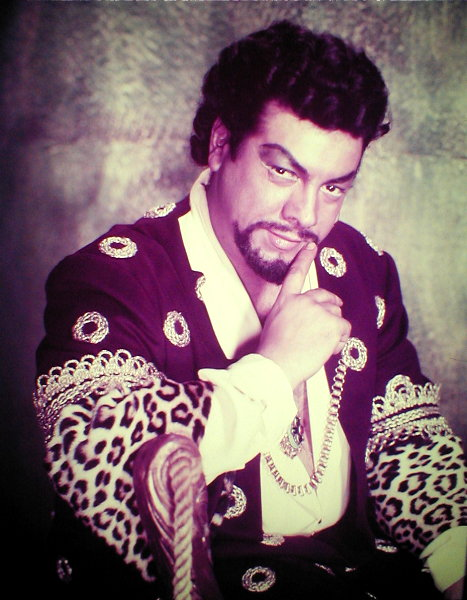
Mario Lanza, ca sĩ, diễn viên.
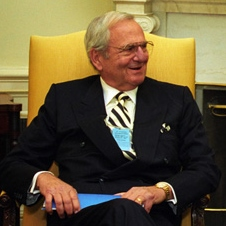
Lee Iacocca, doanh nhân.
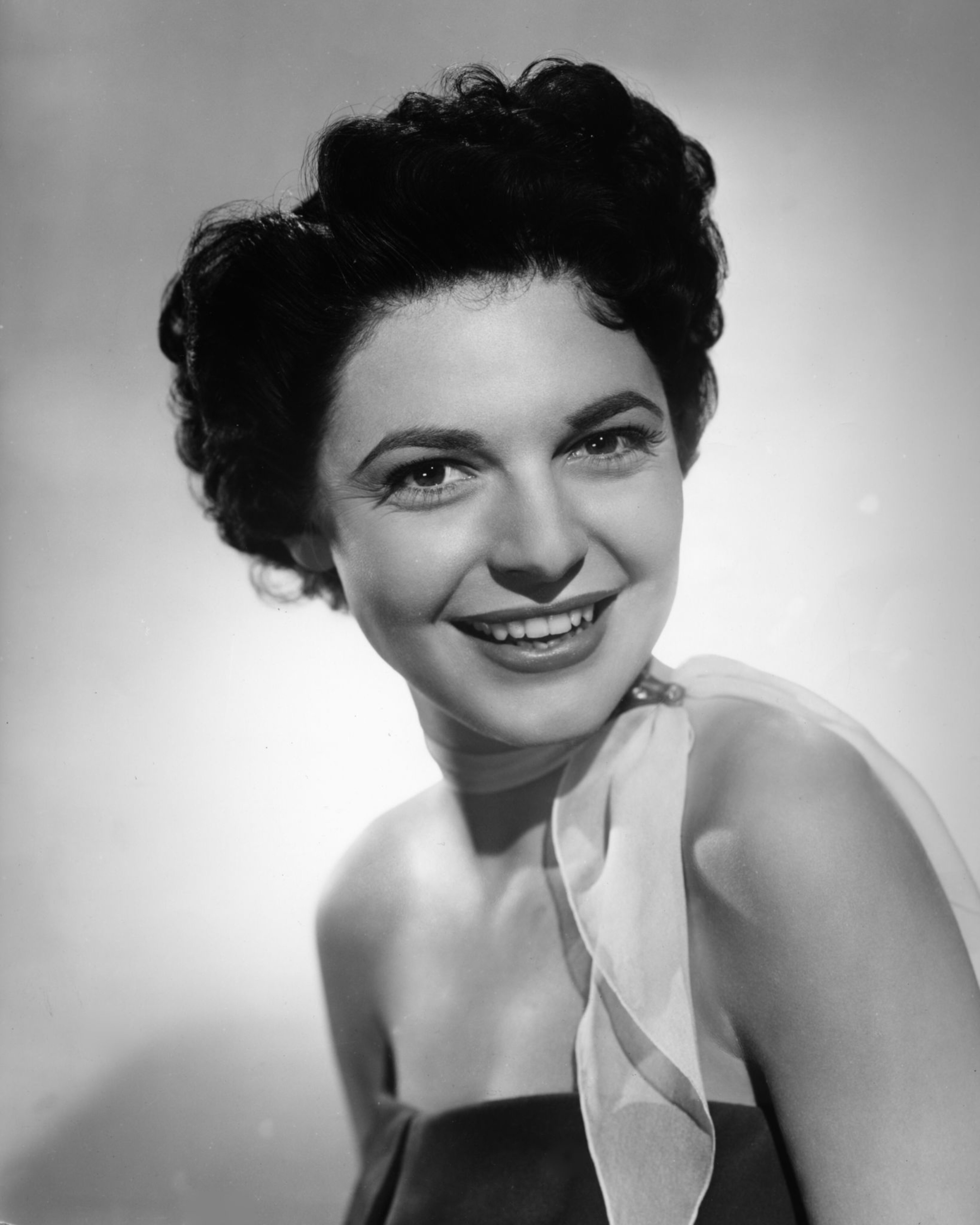
Anne Bancroft, nữ diễn viên, đạo diễn phim, người viết kịch bản và ca sĩ.
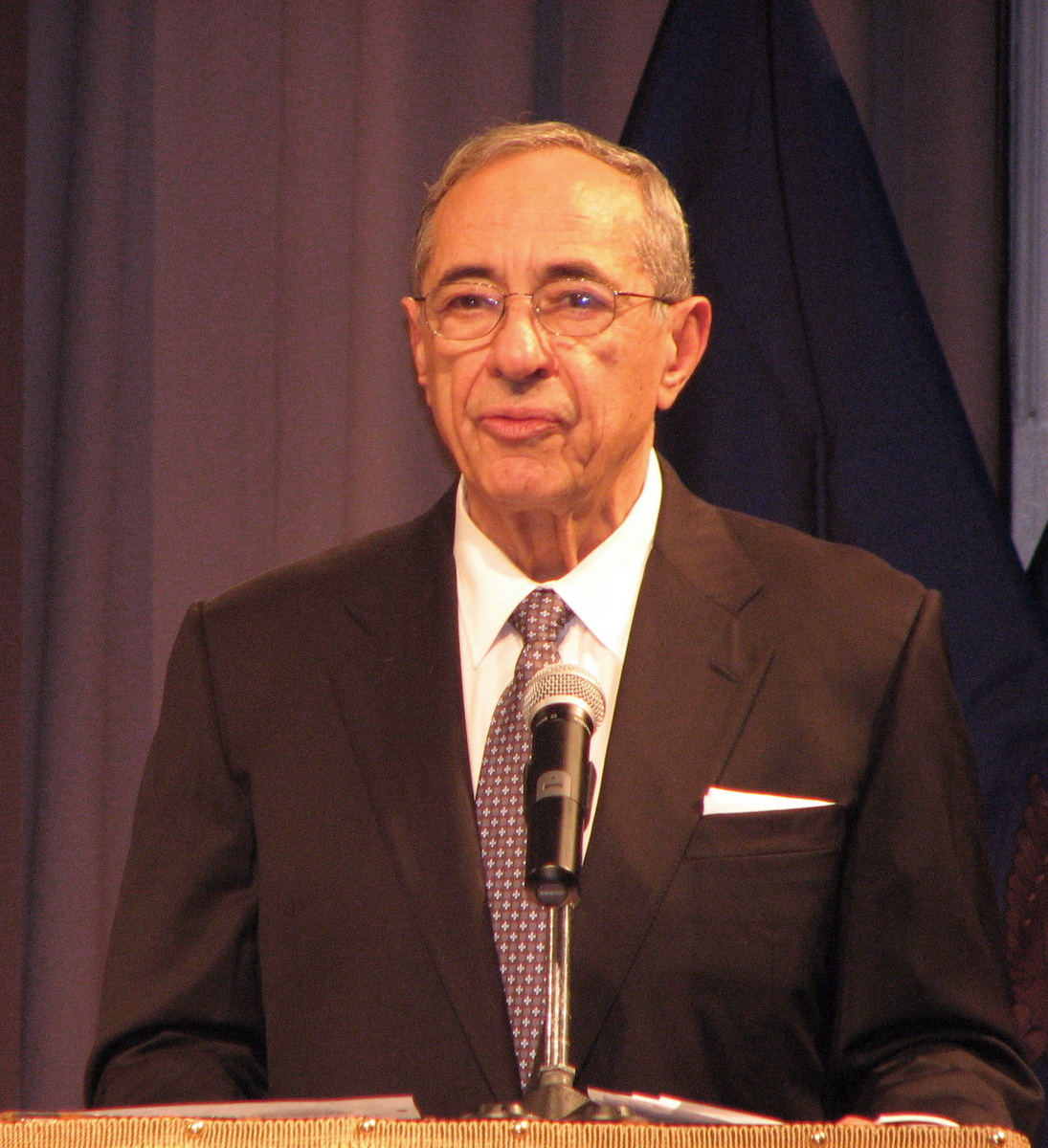
Mario Cuomo, cựu Thống đốc thứ 52 của tiểu bang New York.
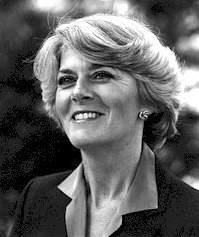
Geraldine Ferraro, luật sư.
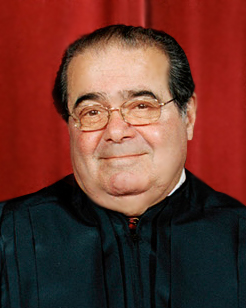
Antonin Scalia, cựu ÷thẩm phán Trợ tá của Tối cao Pháp viện Hoa Kỳ.
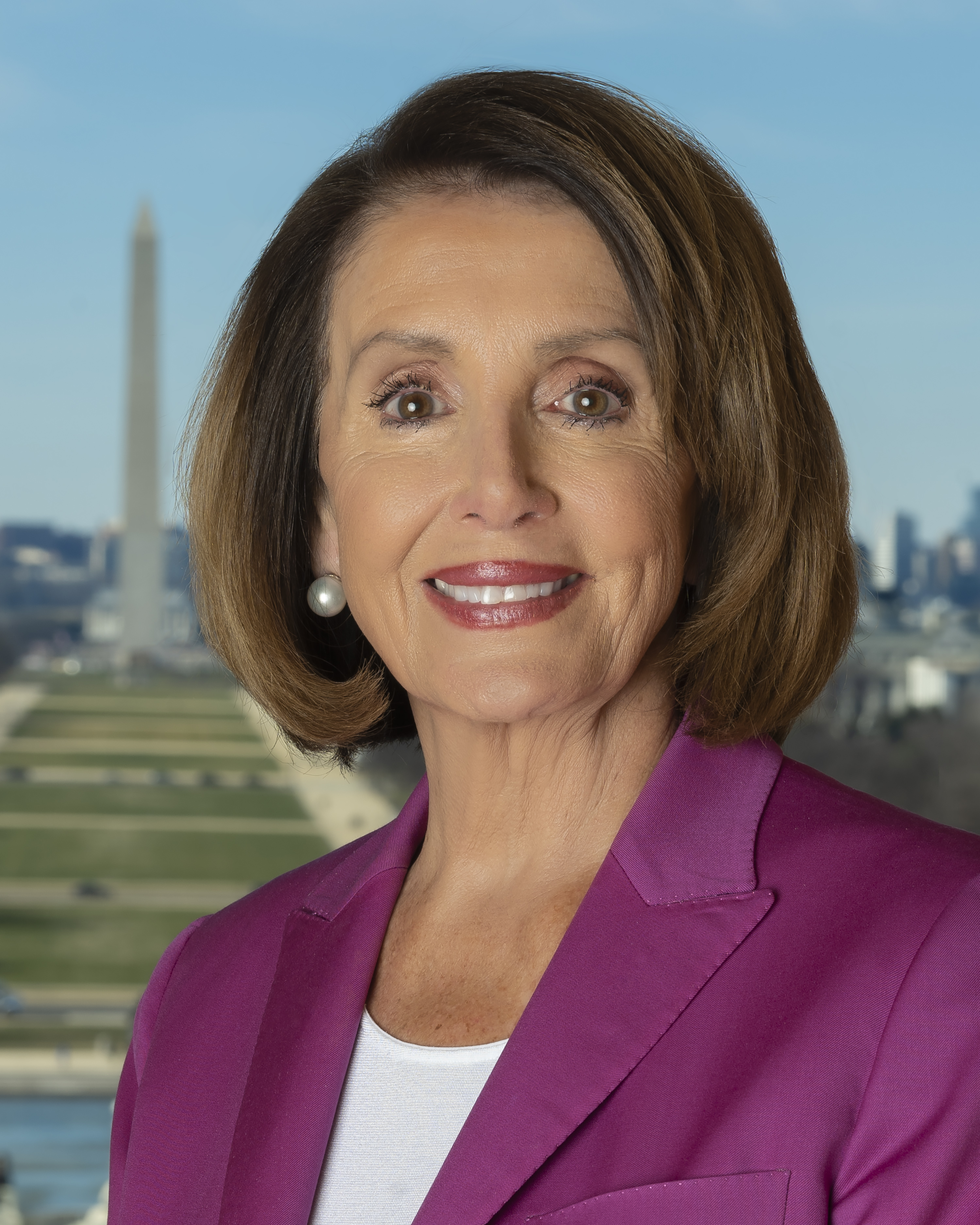
Nancy Pelosi, chủ tịch Hạ viện Hoa Kỳ thứ 52.
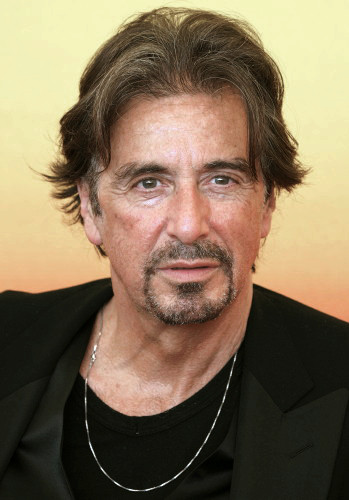
Al Pacino, diễn viên.
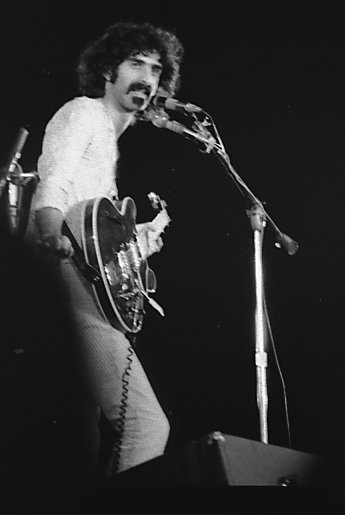
Frank Zappa, nhạc công, nhạc sĩ, ca sĩ, nhà sản xuất âm nhạc, kỹ thuật viên thu âm và đạo diễn phim.
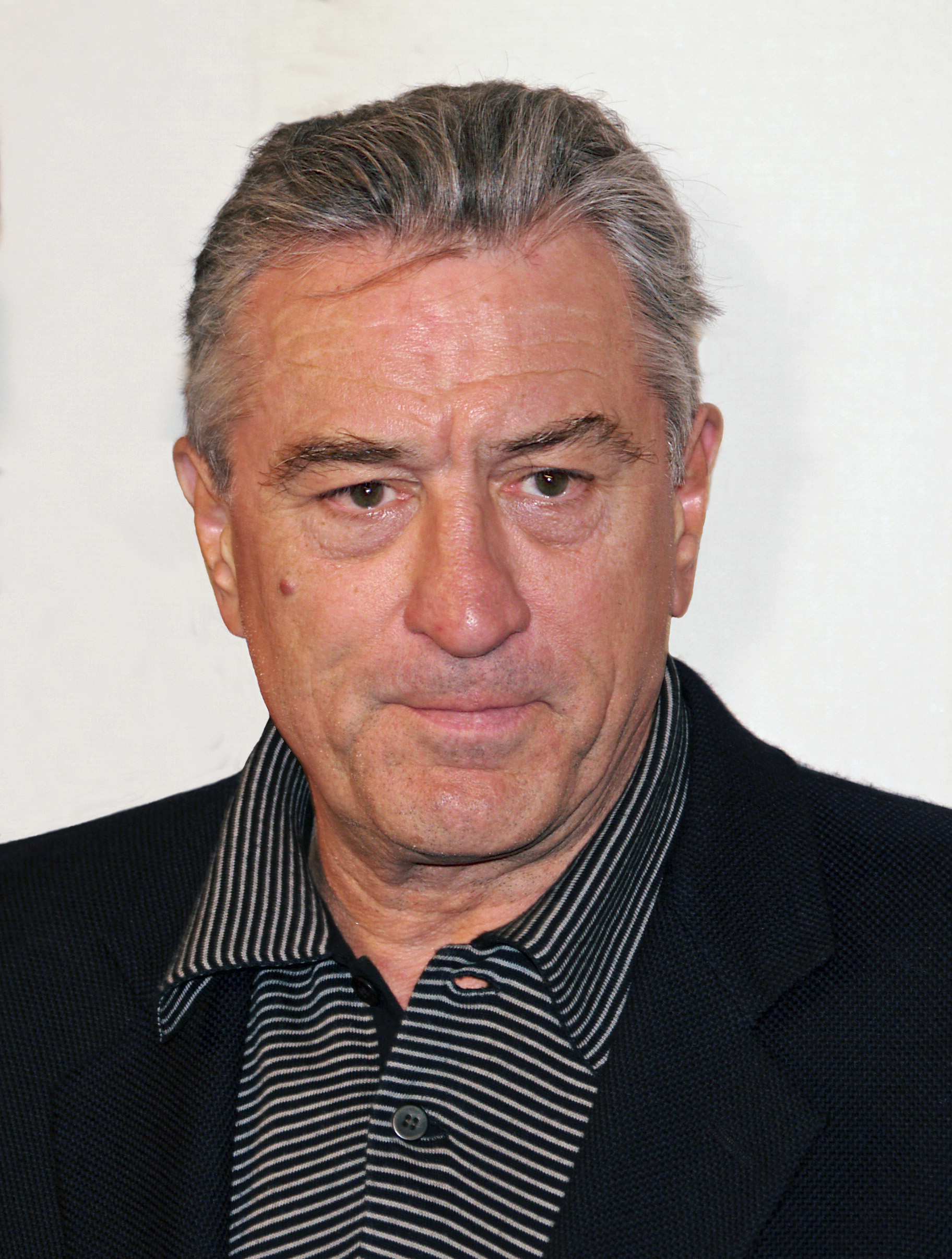
Robert De Niro, diễn viên, đạo diễn và nhà sản xuất phim.
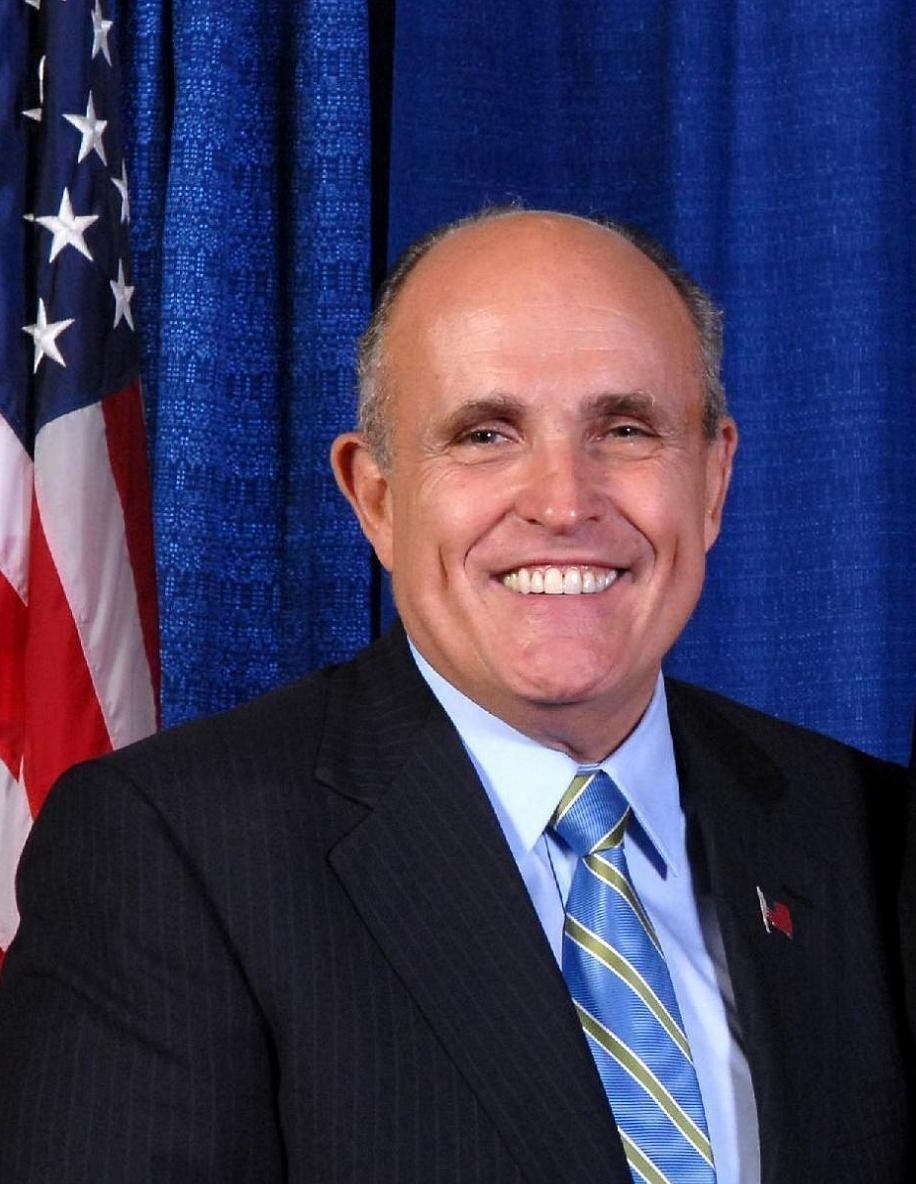
Rudy Giuliani, cựu thị trưởng Thành phố New York.
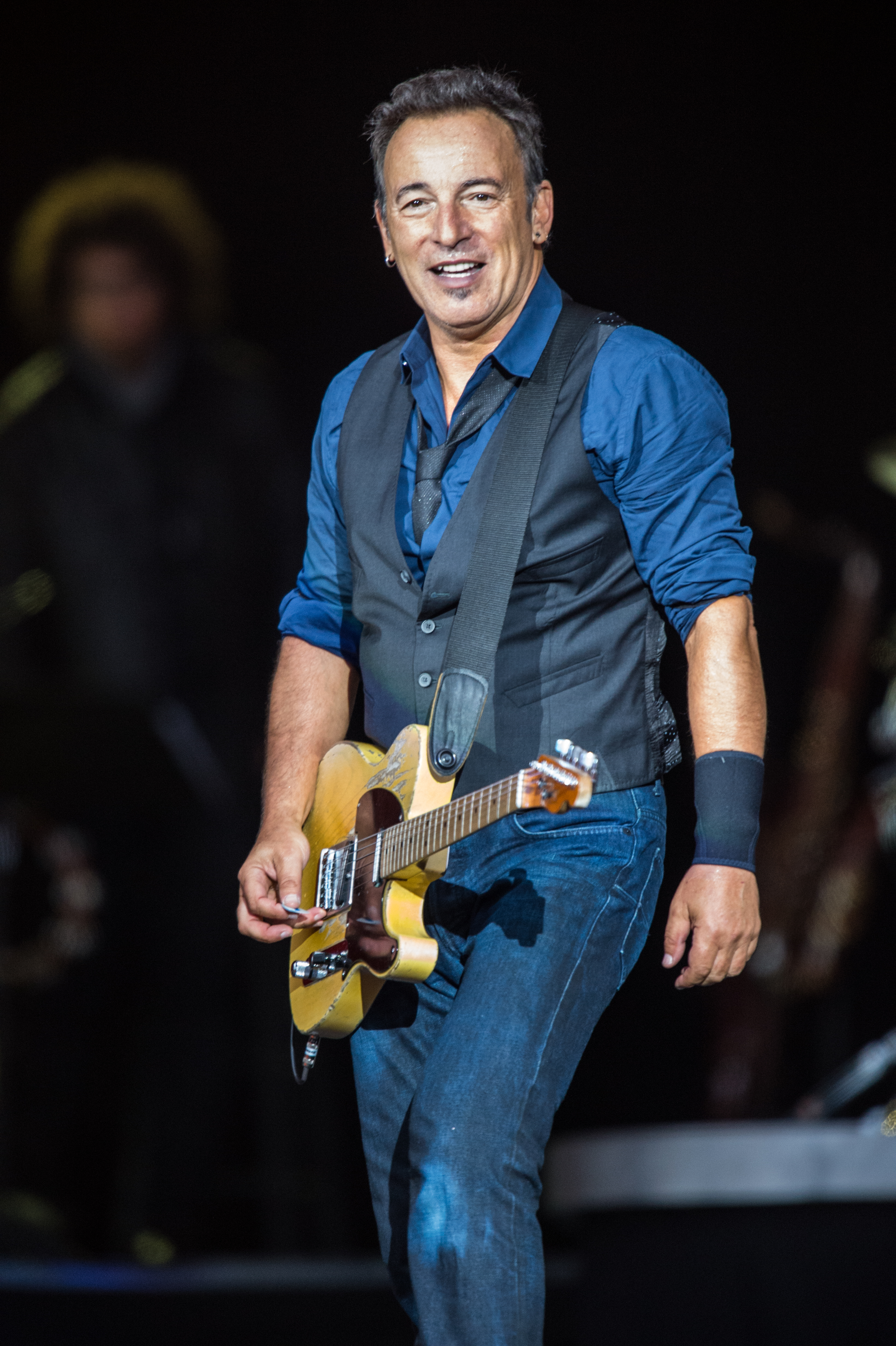
Bruce Springsteen, ca sĩ kiêm nhạc sĩ.
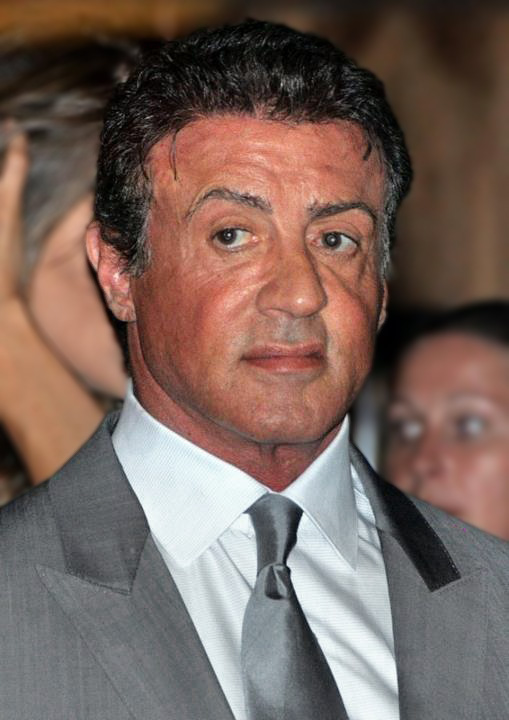
Sylvester Stallone, diễn viên, người viết kịch bản, đạo diễn, nhà sản xuất phim.
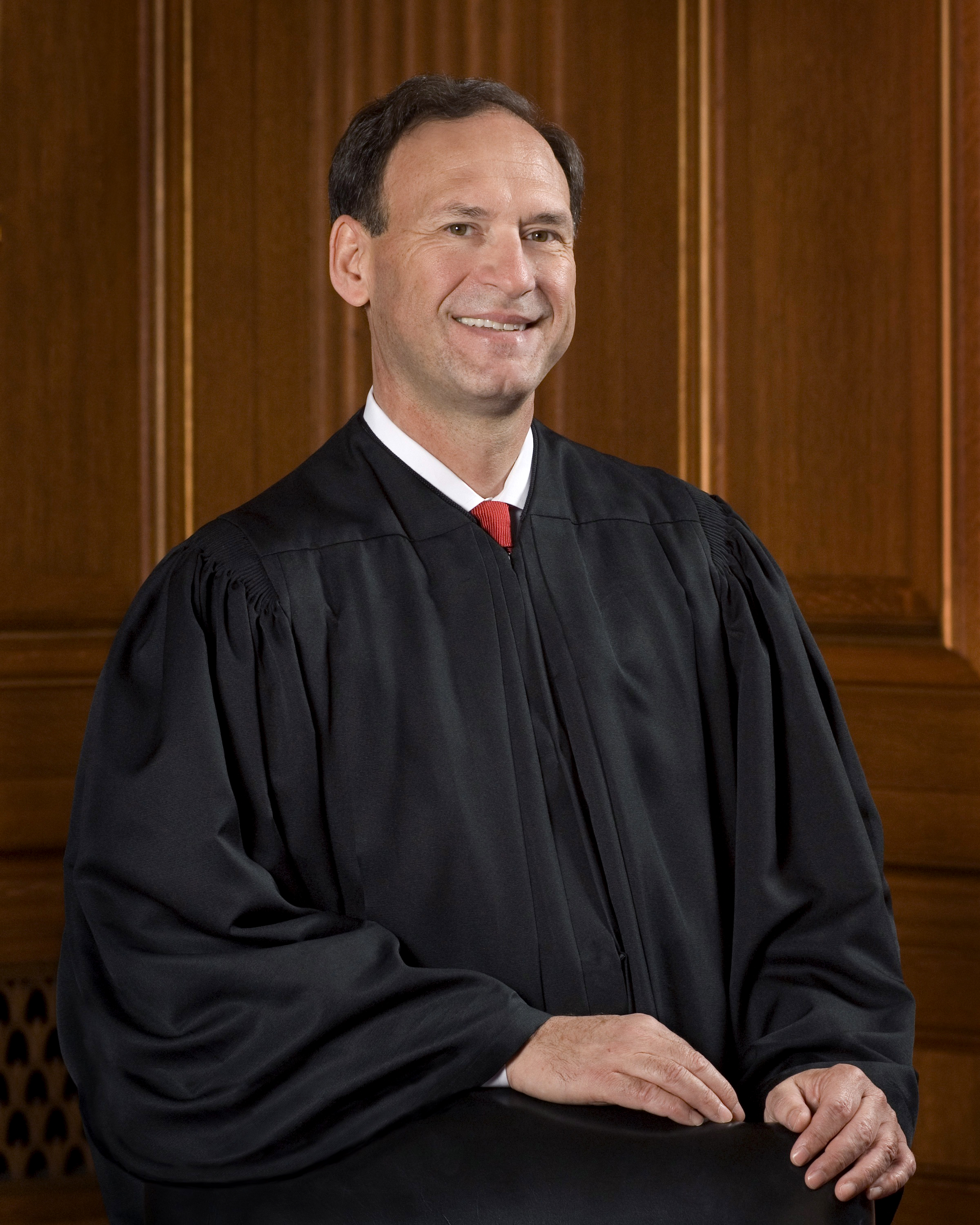
Samuel Alito, phó thẩm phán của Tòa án Tối cao Hoa Kỳ.
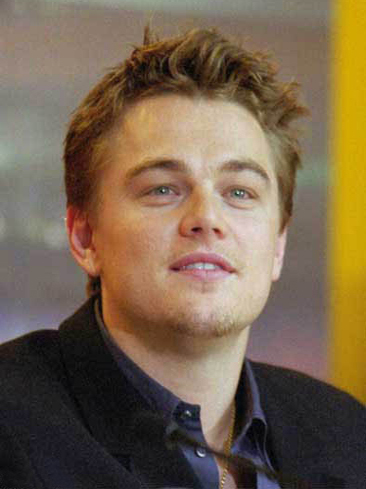
Leonardo DiCaprio, nam diễn viên
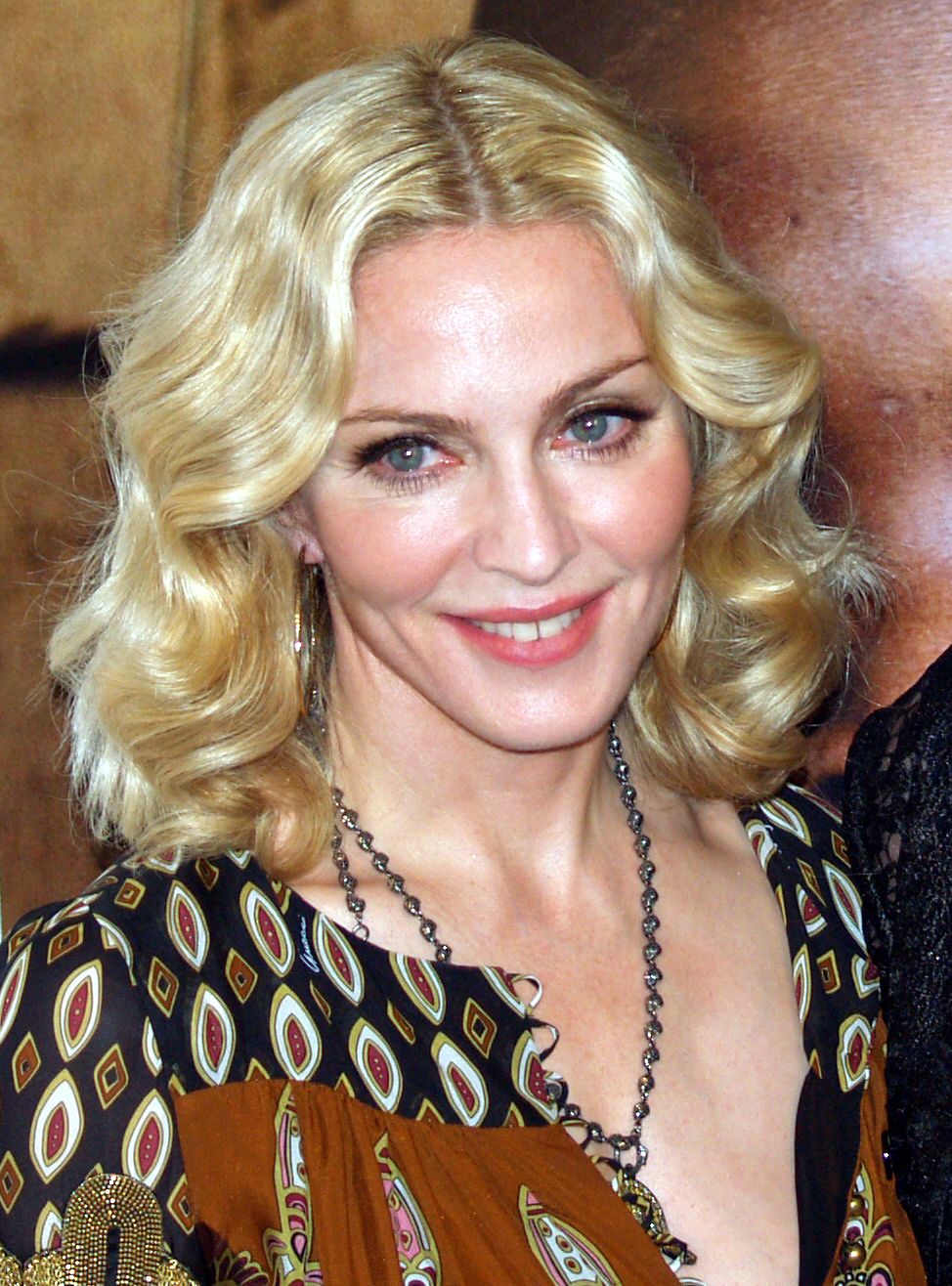
Madonna, ca sĩ, người viết bài hát, diễn viên và thương nhân.
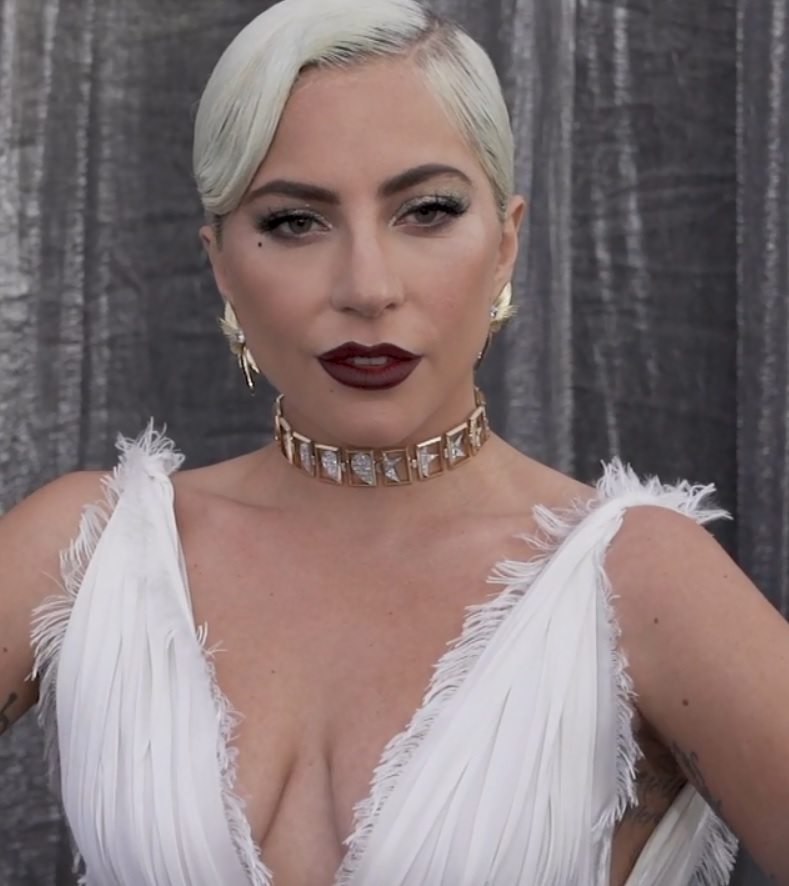
Lady Gaga, ca sĩ kiêm nhạc sĩ.
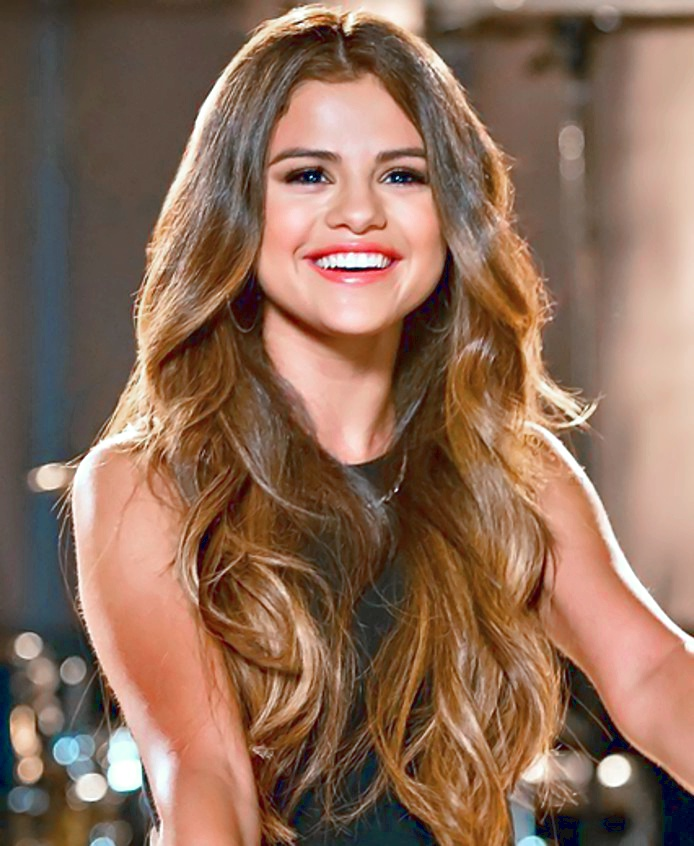
Selena Gomez, ca sĩ.
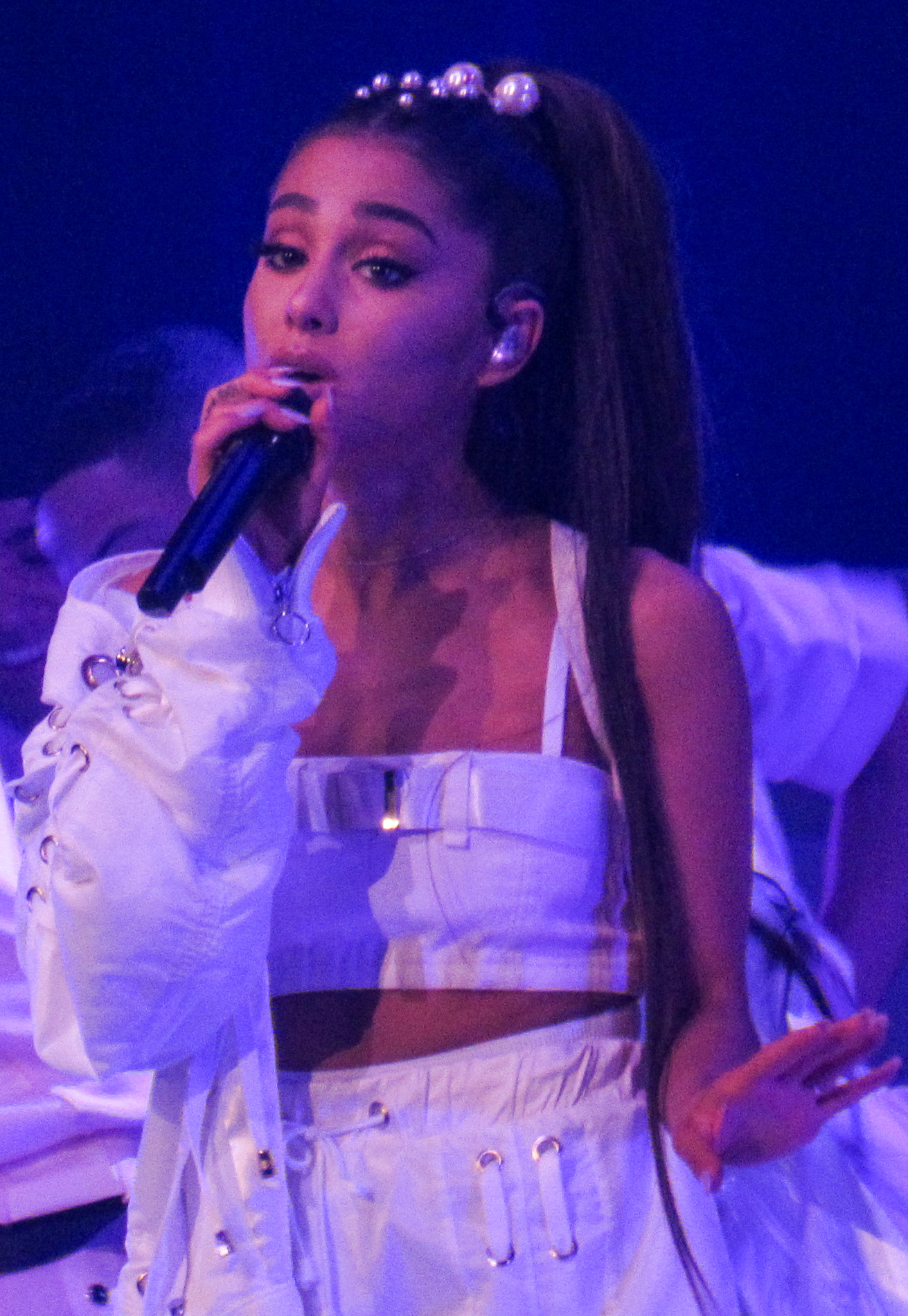
Ariana Grande, ca sĩ, nhạc sĩ và diễn viên.